# Perissandria sheljuzhkoi
Perissandria sheljuzhkoi är en fjärilsart som beskrevs av Charles Boursin 1964. Perissandria sheljuzhkoi ingår i släktet Perissandria och familjen nattflyn. Inga underarter finns listade i Catalogue of Life.